# Accident du 28 octobre 2018 à Chongqing
L'accident du 28 octobre 2018 à Chongqing est un accident de la route survenu le 28 octobre 2018, après qu'un autobus est tombé du deuxième pont sur le Yangzi à Wanzhou (en) dans le Yangzi Jiang à Chongqing (district de Wanzhou). Treize personnes sont mortes et deux ont été portées disparues ; il n'y a eu aucun survivants.

## Déroulement

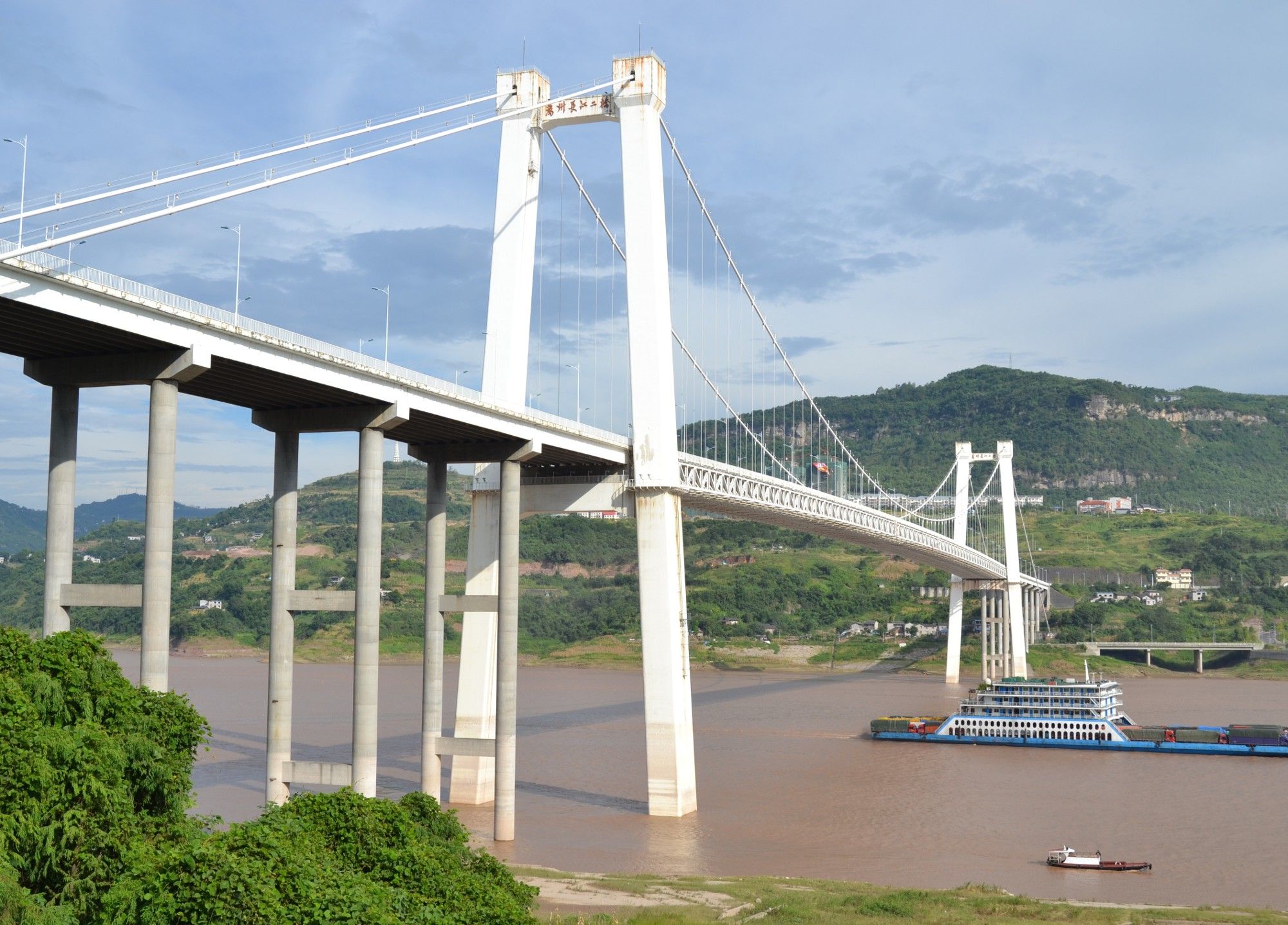
Le pont en 2012.

À 10:02, l'autobus roulant à 51 km/h a dévié dans la voie opposée et a foncé dans le garde-corps du pont. L'impact a défoncé le garde-corps et l'autobus est ainsi tombé dans la rivière. Une enquête initiale rapportait que l'autobus a dévié de sa voie pour éviter un véhicule devant lui, mais l'analyse du contenu de la caméra de surveillance de l'autobus a montré qu'en fait, une femme a attaqué le chauffeur, qui aurait répliqué. Selon la police, l'argument aurait débuté après que la femme de 48 ans a manqué son arrêt et que le chauffeur aurait refusé de la laisser débarquer sur le pont, puisqu'il n'y avait aucun autre arrêt proche. Une dispute verbale s'est ensuivie après quoi la femme a frappé le chauffeur avec son téléphone cellulaire.
Les autorités ont confirmé les événements avec les enregistrements de la boîte noire, des témoignages, ainsi que le contenu de caméras sur le pont et le long du trajet du bus.

## Suites
Les plongeurs ont retrouvé treize corps de l'autobus en utilisant une grue pour retirer la carcasse. Deux personnes ont été portées disparues.
L'avocat Zhao Hu a déclaré aux médias que les familles des victimes pouvaient porter plainte aux familles du chauffeur et de la femme ayant commencé la dispute. Les deux avaient enfreint la loi en matière de sécurité publique selon le gouvernement. Un autre avocat, Zheng Chuankai, a dit que l'accident a prouvé la nécessité de lois strictes contre ceux qui mettaient en danger la sécurité publique.